# Mary Jo Catlett
Mary Jo Catlett (Denver, 2 settembre 1938) è un'attrice e doppiatrice statunitense.
È nota per aver interpretato Pearl Gallagher nella sitcom Il mio amico Arnold e per aver prestato la voce a Mrs. Puff in Spongebob.

## Biografia
Figlia di Cornelia Callaghan e Robert J. Catlett, Mary Jo iniziò ad esibirsi a Broadway. È apparsa in diversi programmi come M*A*S*H, Una famiglia americana, The Bob Newhart Show, Hazzard, Starsky & Hutch e General Hospital. Nel 1982 è entrata nel cast de Il mio amico Arnold nel ruolo della governante Pearl Gallagher.
In tempi più recenti è apparsa in Raven, Glee, Desperate Housewives, A tutto ritmo, 2 Broke Girls, La signora ammazzatutti e Gli scaldapanchina.

## Filmografia

### Cinema
- Il campione
- Il più bel Casino del Texas
- La signora ammazzatutti
- Gli scaldapanchina
- Bastardi in divisa

### Televisione
- The Bob Newhart Show
- Una famiglia americana
- Kojak
- Pepper Anderson agente speciale
- M*A*S*H
- Fantasilandia
- Hazzard
- Doppio gioco a San Francisco
- La signora in giallo stag.3 ep.12.
- Il mio amico Arnold - Pearl Gallagher (1982 - 1986, 62 episodi)
- Alf
- General Hospital
- Raven
- State of Mind
- Il tempo della nostra vita
- Cold Case - Delitti irrisolti
- Glee
- 2 Broke Girls
- A tutto ritmo
- Desperate Housewives
- The Mentalist
- Modern Family
- Rizzoli & Isles
- Mamma in un istante
- Trial & Error
- Starsky & Hutch

### Doppiaggio
- I Puffi
- Quack Pack - La banda dei paperi
- I Rugrats
- Spongebob
- Le tenebrose avventure di Billy e Mandy
- Lloyd nello spazio
- SpongeBob - Il Film
- Kim Possible
- American Dad
- SpongeBob - Fuori dall'acqua

## Premi
Ha ricevuto una nomination ai Daytime Emmy Awards nel 1990 per essere apparsa in General Hospital e una agli Annie Awards nel 2001 per il doppiaggio di Mrs. Puff.